# Stanley Manufacturing Company
Stanley Manufacturing Company war ein US-amerikanischer Hersteller von Nähmaschinen und Automobilen.

## Unternehmensgeschichte
Das Unternehmen wurde 1882 in Lawrence in Massachusetts gegründet. 1899 leitete Frank F. Stanley das Unternehmen. Er begann mit der Produktion von Automobilen. Die Lizenz kam von der Whitney Motor Wagon Company. Der Markenname lautete zunächst Stanley-Whitney, wurde aber noch 1899 auf McKay geändert. 1900 wurde mindestens ein Fahrzeug auf der ersten amerikanischen Automobilausstellung in Madison Square Garden in New York City präsentiert. Bis Jahresende entstanden 25 Fahrzeuge. Anfang 1902 endete die Fahrzeugproduktion. Anschließend entstanden noch Nähmaschinen.
Das Unternehmen darf nicht mit der Stanley Motor Carriage Company verwechselt werden, die ebenfalls Dampfwagen herstellten.

## Fahrzeuge
Im Angebot standen Dampfwagen. Ein Dampfmotor trieb über eine Kette die Hinterachse an. Der Neupreis betrug 1800 US-Dollar. Abbildungen zeigen Surrey und Runabout.